# Моквинська сільська рада
Мокви́нська сільська́ ра́да — колишній орган місцевого самоврядування в Березнівському районі Рівненської області. Адміністративний центр — село Моквин.

## Загальні відомості
- Моквинська сільська рада утворена в 1939 році.
- Територія ради: 33,236 км²
- Населення ради: 3 011 особа (станом на 2001 рік)
- Територією ради протікають річки Случ, Сергіївка.

## Населені пункти
Сільській раді підпорядковані населені пункти:
- с. Моквин
- с. Новий Моквин

## Склад ради
Рада складається з 20 депутатів та голови.
- Голова ради: Люшин Юрій Степанович
- Секретар ради: Карповець Леся Олександрівна

### Керівний склад попередніх скликань
| ПІБ                       | Основні відомості                                                 | Дата обрання | Дата звільнення |
| ------------------------- | ----------------------------------------------------------------- | ------------ | --------------- |
| Нересниця Василь Іванович | Сільський голова, 1947 року народження, безпартійний              | 26.03.2006   | 31.10.2010      |
| Люшин Юрій Степанович     | Сільський голова, 1987 року народження, освіта вища, безпартійний | 31.10.2010   |                 |

Примітка: таблиця складена за даними сайту Верховної Ради України